# NGC 6773
NGC 6773 is een open sterrenhoop in het sterrenbeeld Arend. Het hemelobject werd op 13 augustus 1830 ontdekt door de Britse astronoom John Herschel.